# 莽通
莽通（？—前88年），本名马通，西漢軍事人物，莽何罗之弟，莽安成之兄，馬援曾祖。

## 姓名说法
因明德皇后馬氏厭惡其先人謀反，所以改其姓爲“莽”。
其先爲趙國將領趙奢，號馬服君，子孫以馬爲姓。
另一說為歸順漢朝的匈奴人，匈奴語“莽何”的汉语音译為“马”。然而《史記》亦载其兄名为“馬何羅”，且其名爲“莽通”，非“莽何通”。此說於史無據，恐爲望“名”生義的想當然。

## 生平
巫蠱之禍時，太子劉據命令長安犯人如侯冒充持節調動長水及宣曲胡人騎兵。當任侍郎的莽通識破計謀，追捕如侯，對胡兵說：「節有詐，勿聽也。」並斬殺如侯，帶領胡人騎兵入長安給大鴻臚商丘成指揮。平定後，漢武帝說：「侍郎莽通獲反將如侯，長安男子景建從通獲少傅石德，可謂元功矣。大鴻臚商丘成力戰獲反將張光。其封通為重合侯，建為德侯，成為秺侯。」因此莽通被封為重合侯。
西元前90年與御史大夫商丘成將領軍到酒泉抵抗匈奴。漢武帝的《輪台罪己詔》也有提到重合侯的事。
後因參予兄弟莽何罗、莽安成刺杀汉武帝，一起被處決。

## 子孙
- 马賓，汉宣帝时以郎持节，号使君。
  - 马仲，官至玄武司马。
    - 马况，字长平，官至河南太守。
    - 马余，字圣卿，官至中垒校尉，马严之父，马融祖父。
    - 马员，字季主，官至增山连率。
    - 马援，东汉名将。